# BMO-T
BMO-T（ロシア語: БМО-Т）とは、ロシア海軍歩兵の火炎放射部隊専用、重装甲兵員輸送車（APC）である。
内部にサーモバリック爆薬や焼夷弾を放てるRPOロケットランチャーを32本搭載し、トーチカや要塞等を攻撃する火炎放射歩兵部隊に提供する。T-72戦車をベースにして、2001年に制式化された。

## 防御力と付随能力
正面装甲は戦車と同様の複合装甲、側面も燃料タンクやエンジンルームなどを隔壁として使い防御力を高め、爆発反応装甲をオプションで追加できる。内部には部品剥離防止ケブラーインナー、自動消火装置、NBC防御装置が搭載されている。
シュトーラ（Штора）光電磁撹乱システムと902A発煙弾発射機